# 日東エフシー
日東エフシー株式会社（にっとうエフシー、英: Nitto FC Co., Ltd.）は、愛知県名古屋市港区いろは町に本社を置く、化学肥料メーカーである。
イチネンホールディングスの完全子会社。

## 概要
1952年（昭和27年）1月18日、日東肥糧株式会社として設立。化学肥料の製造・販売のほか、工業用原材料および肥料の輸入・販売やも行う。

## 沿革
- 1952年（昭和27年）1月18日 - 「日東肥糧株式会社」を設立。
- 1977年（昭和52年）10月 - 昭和肥糧株式会社と合併。
- 1992年（平成04年）7月 - 「日東エフシー株式会社」に商号を変更。
- 1995年（平成07年）9月7日 - 名古屋証券取引所市場第二部に株式を上場。
- 1998年（平成10年）10月 - 丸新商事株式会社を買収。
- 2002年（平成14年）8月 - 東京証券取引所市場第二部に株式を上場。
- 2003年（平成15年）7月 - 明京商事株式会社を子会社化。
- 2007年（平成19年）
  - 9月 - 子会社であった丸新商事株式会社を清算。
  - 10月 - 液安中継事業から撤退。
- 2015年（平成27年）8月 - 東京証券取引所および名古屋証券取引所の市場第一部に指定替え。
- 2019年（令和元年）
  - 6月 - インテグラル株式会社傘下のイースト投資事業有限責任組合及びWest L.P.が株式公開買付けを実施し、議決権所有割合ベースで計93.83%の株式を取得[2][3]。
  - 9月18日 - 上場廃止
  - 9月20日 - 株式併合により株主がイースト投資事業有限責任組合及びWest L.P.のみとなる[4]。
- 2023年（令和5年）
  - 3月1日 - いろは株式会社が日東リアルエステート（初代）から肥料事業を吸収分割により譲受。いろは株式会社の商号を日東エフシー株式会社（2代）へ、日東エフシー株式会社（初代）の商号を日東リアルエステート株式会社（2代）へそれぞれ変更[1][5]。
  - 11月30日 - 株式譲渡によりイチネンホールディングスの完全子会社となる[1][6]。

## 事業所
- 本社（愛知県名古屋市港区）
- 支店
  - 千葉支店（千葉県市原市）
  - 室蘭支店（北海道室蘭市）
- 工場
  - 名古屋工場（愛知県名古屋市港区）
  - 千葉工場（千葉県市原市）
  - 室蘭工場（北海道室蘭市）
  - 天北工場（北海道天塩郡幌延町）
  - 苫小牧工場（北海道苫小牧市）
- 営業所
  - 札幌営業所（北海道札幌市中央区）
  - 仙台営業所（宮城県仙台市青葉区）
  - 静岡営業所（静岡県静岡市葵区）
  - 名古屋営業所（愛知県名古屋市港区）
  - 大阪営業所（大阪府茨木市）
  - 福岡営業所（福岡県福岡市中央区）

## 関連会社
- 丸菱肥料株式会社
- 中日本肥料株式会社
- 新東化学工業株式会社
- 北海道肥料株式会社
- 協同肥料株式会社
- 中菱肥料株式会社
- 明京商事株式会社
- 日東運輸倉庫株式会社
- 名京倉庫株式会社